# جون فيرغسون (موسيقي)
جون فيرغسون (بالإنجليزية: John Ferguson)‏ هو موسيقي أمريكي، ولد في 20 أكتوبر 1978.

## وصلات خارجية
- جون فيرغسون على موقع ميوزك برينز (الإنجليزية)
- جون فيرغسون على موقع ديسكوغز (الإنجليزية)